# ルノー (ルシー伯)
ルノー・ド・ルシー（Renaud de Roucy, 920年ごろ - 963年5月10日）またはラジェノルド・ド・ルシー（Ragenold de Roucy）は、10世紀のランス及びルシー伯。923年から925年の間にロワール渓谷を略取し、オワーズを越えてブルゴーニュに侵入した、ラジェノルドという名のノルマン人ヴァイキングの指導者、もしくはその関係者であったとされる。

## 生涯
ルノーは943年頃、西フランク王ルイ4世と一緒にフランス史に現れ、ヴェルマンドワ伯エルベール2世（943年没）との戦争において王を支援した。戦いの後もルノーは王に仕え続け、945年にサンス伯に封じられた。
945年頃、ルイ4世はルノーに戦いの報酬として、自分の継娘にあたるアルベラード・ド・ロレーヌと結婚させた。さらにランスとランの間にあるルシー（フランス語版）の領地を与えて要塞を築く義務を負わせ、947年から953年にかけてこれを実現させた。
この間、ルノーは875年ごろシャルリューに設立されたベネディクト会修道院の創建のための寄付に関する特許状に署名している。
946年、ランス大司教であったユーグ・ド・ヴェルマンドワ（フランス語版）は国王ルイ4世によって退位させられ、後任にアルトー（フランス語版）が任命された。ルノーはランス伯となり、教区の権能は新たなランス大司教アルトーに委ねた。
954年、ルイ4世の死後に王位を継承したロテールに仕えた。
963年5月10日、以下のまだ幼い遺児を残してルノーは死去した。
- ジスルベール（951年 - 1000年頃）（フランス語版）  - ルシー伯及びランス副伯
- ブリュノン（フランス語版）（956年頃 - 1016年） - ラングル監督（フランス語）
- エルマントルド（958年 - 1004年頃） - 初婚でマコン伯オーブリー2世（982年没）と結婚し、死別後にブルゴーニュ伯オット＝ギヨーム（1026年没）と再婚
- 名前不明の娘 - サンス伯フロモン2世（1012年没）と結婚[4]

ルシー伯ルノーは、ランスのサン＝レミ聖堂（フランス語版）に埋葬された。